# 符号レート
電気通信と情報理論において、前方誤り訂正符号における符号率・符号化率（ふごうりつ・ふごうかりつ、英語: code rate）または情報レート（じょうほうレート、英語: information rate）とは、有用な（非重複の）データ流の割合である。すなわち、符号率が k/n であれば、有用情報の k ビットごとに、符号器は合計で n ビットのデータを生成する。ここで、 n-k ビットは余剰ビットとなる。
R が総ビット速度（冗長誤り符号を含む。データ信号速度ともいう）である場合、正味ビット速度（誤り訂正符号を除く有効ビット速度）は R•k/n 以下である。
例えば、畳み込み符号の符号率は、典型的には 1/2, 2/3, 3/4, 5/6, 7/8, ... などであり、それぞれ1ビットの冗長ビットが1ビットごと、2ビットごと、3ビットごと、... に挿入されていることに相当する。RS(204,188)で示されるリード・ソロモン符号の符号レートは188/204であり、これは188ビットの有用情報の各ブロックに204 - 188 = 16の冗長ビットが追加されたことを意味する。
いくつかの誤り訂正符号は固定の符号レートを持たない（レートレス消失符号）。
bit/sは、情報率（誤り訂正符号を除いた正味ビット速度（有用ビット速度）と同義）の測定のより広範な単位であることに留意されたい。 